# アロメトリー

体重と移動速度のアロメトリー（両対数グラフなので直線になっている）

アロメトリー (英語: allometry) は、生物の体の大きさにかかわらず、2つの指標（たとえば身長と体重）の間に成立する両対数線形関係である。

## 数式
2つの指標を x , y とすると、アロメトリーは冪乗と比例を使って
{\displaystyle y=bx^{a}\,}
と表せる。体型が異なるさまざまな生物に対し最も容易に定義・計測できる指標は体重なので、体重を基準として体重の何乗に比例するかで表すことが多い。
比例定数 b はあまり重要ではないので、
{\displaystyle y\propto x^{a}\,}
とも表す。
対数領域では
{\displaystyle \log y=a\log x+\log b\,}
と線形関係になるので両対数グラフでは直線となり、実測データがあれば最小二乗法など回帰分析の手法を用いてパラメータ a , b を推定することが出来る（対数の底は任意だが、常用対数がよく用いられる）。

## アロメトリーの例

### 相似関係
体の大きさが違っても体格が変わらず相似ならば、体重は身長の3乗に、体表面積は身長の2乗に比例する。体重を基準とすると、身長は体重の1/3乗に、体表面積は体重の2/3乗に比例する。

### 3/4乗則
アロメトリーにはしばしば体重の2/3乗が発見されてきた。これは面積に比例するためと考えられる。しかしそのほとんどは、正確に測定すると3/4乗だった。3/4乗が現れる原理については、諸説あるが決定的な説はない。
標準代謝量は体重の3/4乗に比例して増加する。しかしこれは1乗には満たず、単位体重あたり標準代謝量は体重の1/4乗に反比例して減少する。これが減少するのは、代謝のための物質交換は面でなされるため、面積に比例してしか増加できないためである。これを補うため、大型の生物は、毛細血管・肺胞・腸の柔毛など、面積を体重の2/3乗より増やす構造を随所に持っている。心拍数や毎分の呼吸数も体重の1/4乗に反比例して減少する。また、生涯を通じた累計の代謝量はほぼ一定なので、寿命は体重の1/4乗に比例する。
脳の重さは、体重の3/4乗に比例する。このことから、脳の重さを体重の3/4乗で割れば、体の大きさの異なる動物同士で脳の大きさを比較することができる（かつて信じられていた2/3乗で割った値が脳化指数である）。ただしこの値は、その体重にふさわしい脳より大きいか小さいかを示しているにすぎず、知能とどれだけ関係しているかは定かではない。

### その他の指数
骨格の重量は、相似が成り立てば体重に比例する。しかし体重を支えるという観点からは、骨の断面積が体重に比例しなければならず、長さも体重の1/3乗に比例して長くなるので、重量は体重の4/3乗に比例しなければならない。しかし実測値はこれらの間の1.09乗である。つまり、体重に占める骨格の比率は体重の0.09乗に比例して増加し、体が大きいほど頑丈な体格になる。ただしそれでも、体が小さい動物と同じように体重を支えるには不十分で、体が大きいほど骨折などのリスクは高まる。
内臓の重量は、内臓により異なるが、心臓・肺・消化管などは体重に比例し、肝臓・腎臓などは1より小さい指数で体重の冪に比例する。骨格は、指数が1より有意に大きいまれな例である。脳が体重の3/4乗に比例するのも後者の例である。
ヒトの成人の身長は、相似が成り立てば体重の1/3乗に比例するが、実際はそれより変化が大きく、1/2乗に比例する。このことから、体重を身長の2乗で割ると、体の大きさの異なる成人同士で体格が比較できる。これがボディマス指数 (BMI) である。